# Ghiacciaio Tønnesen
Il ghiacciaio Tønnesen è un ghiacciaio situato sulla costa della Principessa Marta, nella Terra della Regina Maud, in Antartide. Il ghiacciaio, il cui punto più alto si trova a circa 1700 m s.l.m., fluisce verso nord scorrendo tra il monte Risemedet e il monte Festninga, separando geograficamente i monti Gjelsvik dai monti Mühlig-Hofmann.

## Storia
Il ghiacciaio Tønnesen è stato mappato da cartografi norvegesi grazie a fotografie aeree scattate nel corso della sesta spedizione antartica norvegese, 1956-60, spedizione che lo ha poi battezzato con il suo attuale nome in onore di J. Tønnesen, un meteorologo della spedizione.